# 貝爾江卡 (哈爾科夫州)
49°6′12″N 35°27′2″E / 49.10333°N 35.45056°E
貝爾江卡（羅馬化：Berdianka）是位於烏克蘭東部的村莊，由哈爾科夫州别列斯京区的扎切皮利夫卡市鎮負責管轄。該村始建於1875年，面積0.15平方公里，海拔高度132米，2024年人口488，人口密度每平方公里4,958.9人。